# Adresné jevy
V teorii Adolfa Portmanna o vzniku vzhledově významných struktur na živých organizmech je termín adresné jevy používán k popsání znaků organismu se specifickou biologickou funkcí, neadresné jevy vznikly evolučně jen jako vedlejší produkt selekčních tlaků, které přímo se vzhledem organizmu nesouvisí. Příkladem takového neadresného jevu je vzhled schránek radiolárií (mřížovců), který byl po dlouhou dobu záhadou, protože v hlubokomořském prostředí neexistuje příliš důvodů k vytváření vzhledově lákavých struktur. Ukázalo se, že například spirály u těchto měkkýšů slouží ke speciálnímu vedení proudů vody tak, aby schránku nepoškodily.